# Болл, Алан (младший)
А́лан Джеймс Бо́лл-младший (англ. Alan James Ball, Jr.; 12 мая 1945, Фарнуэрт, Ланкашир — 25 апреля 2007, Уорсаш, Юго-Восточная Англия) — английский футболист и футбольный тренер. Выступал за национальную сборную Англии.

## Игровая карьера
Алан Болл родился в семье тренера. Из-за маленького роста его не брали в профессиональные команды. Но помог отец, и юного парня зачислили в «Блэкпул».
В мае 1965 года Болл дебютировал в сборной Англии в матче против Югославии в Белграде. Молодой игрок понравился Альфу Рамсею, и тот взял его на ЧМ-1966. Хотя Болл не забил там ни одного гола, но поучаствовал в двух решающих атаках в финальном матче, приведших к голам в немецкие ворота.
После этого успеха молодого игрока заметили в «Эвертоне», куда он перешёл за рекордные 110 тысяч фунтов. С Колином Харви и Ховардом Кендаллом Болл составил линию полузащиты. С «ирисками» он выиграл Первый дивизион Футбольной лиги Англии в 1970 году и вышел в финал Кубка Англии. После этого уже за 200 тысяч фунтов его купил лондонский «Арсенал».
26-летний Болл стал капитаном команды. В 1975 году Болл получил тяжелую травму. В 1976 году Алан помог «Арсеналу» избежать вылета.
Затем Болл отправился в «Саутгемптон». Там он играл лишь полтора сезона, но эти сезоны были одним из лучших периодов карьеры Болла.
В 1978 году Алан решил по примеру других знаменитых игроков того времени поиграть в Северо-Американской футбольной лиге. В Америке Болл играл за «Филадельфию» и канадский клуб «Ванкувер Уайткэпс».
В 1980 году последовало возвращение в родной «Блэкпул» в качестве играющего тренера. Но Болл не нашёл понимания болельщиков и в 1981 году навсегда покинул родной клуб. После этого Алан вернулся в «Саутгемптон», потом играл в Гонконге. Закончил карьеру Болл в «Бристоль Роверс».

## Тренерская карьера
В 1984 году он возглавил «Портсмут». Болл вывел клуб в элиту в 1987 году, но удержать его там не сумел. Далее были «Сток Сити», «Эксетер Сити».
В 1994 году Болл возглавил клуб Премьер-лиги «Саутгемптон» и занял с ним десятое место. В 1995 году Алан стал руководить «Манчестер Сити». Клуб стартовал кошмарно — 2 очка в 11 матчах. Затем дела начали выправляться. К финишу клуб подходил в выгодной позиции, но совершенно неожиданно вылетел. После такого конфуза Болл отошёл от тренерской деятельности. В 1998 году Болл немного потренировал «Портсмут» и отошёл от тренерской карьеры.
В дальнейшем работал радио- и телекомментатором.
25 апреля 2007 года Болл пытался потушить пожар, полыхавший в саду его дома. Во время этого у Болла случился сердечный приступ. Смерть Алана Болла вызвала у некоторых шок. На «Гудисон Парк» в штаб-квартиру его клуба «Эвертон» пачками шли письма. Перед матчами Премьер-лиги была объявлена минута молчания.